# Witoldów (powiat bialski)
Witoldów – wieś w Polsce położona w województwie lubelskim, w powiecie bialskim, w gminie Konstantynów.
W latach 1975–1998 miejscowość należała administracyjnie do województwa bialskopodlaskiego.
Wieś jest sołectwem w gminie Konstantynów. Według Narodowego Spisu Powszechnego z roku 2011 wieś liczyła 188 mieszkańców.
Wierni Kościoła rzymskokatolickiego należą do parafii św. Elżbiety Węgierskiej w Konstantynowie.

## Części wsi
| SIMC    | Nazwa            | Rodzaj    |
| ------- | ---------------- | --------- |
| 1021850 | Kolonia Druga    | część wsi |
| 1021872 | Kolonia Pierwsza | część wsi |
| 1021889 | Kolonia Trzecia  | część wsi |
| 1021984 | Przyszosie       | część wsi |

## Historia
Witoldów w wieku XIX folwark w powiecie konstantynowskim, gminie Zakanale, parafii Janów. W roku 1885 posiadał 3 domy i 12 mieszkańców z gruntem folwarcznym 1194 mórg. Wchodził w skład dóbr Konstantynów.